# Gharendże-je Bozorg
Gharendże-je Bozorg – wieś w Iranie, w ostanie Azerbejdżan Zachodni, w szahrestanie Bukan. W 2006 roku liczyła 462 mieszkańców.